# Ròmul i Rem (Rubens)
Ròmul i Rem és una pintura de l'artista neerlandès Peter Paul Rubens, realitzada cap al 1615 i 1616. Es conserva a la Pinacoteca Capitolina (Museus Capitolins) de Roma (Itàlia).

## Descripció
Faustulus (a la dreta de l'obra) descobreix Ròmul i Rem amb la lloba i un pícid. La seva mare, Rea Sílvia, i Tiberí presencien el moment.